# Nigérie
Nigérie, plným názvem Nigerijská federativní republika, je země v západní Africe. Má rozlohu 923 768 kilometrů čtverečních, což z ní činí 31. největší zemi světa. Na západě sousedí s Beninem, na východě s Čadem a Kamerunem, na severu s Nigerem. Území na jihu ohraničuje pobřeží Guinejského zálivu.
S počtem obyvatel 204 milionů (2020) je nejlidnatější zemí Afriky (pětina všech obyvatel kontinentu) a sedmou nejlidnatější zemí světa. Nigérie má třetí největší populaci mladých lidí na světě, po Indii a Číně (více než 90 milionů obyvatel mladších 18 let). Hlavním městem je Abuja ve středu země. Největším městem je přístav Lagos, dnes již více než dvacetimilionová megalopole.
Sever Nigérie je osídlen muslimy a jih křesťany a animisty. Oficiálně je sekulárním státem. Země je prezidentskou republikou a federací, kterou tvoří 36 států a jedno federální území (hlavní město Abuja). Je obývána 250 etnickými skupinami, které hovoří více než 250 různými jazyky. Jediným úředním jazykem je ovšem angličtina. Třemi největšími etniky jsou Hausové, Igbové a Jorubové.
Kultura Nok prokazuje hluboké kořeny nigerijské kultury. V minulosti na území Nigérie existovala také řada států (Hauské státy, Oyo, Benin, Songhaj, Kanem, Bornu, Sokoto), které světové dějiny ovlivnily zejména tím, že se řada z nich zapojila do transatlantického obchodu s otroky. V 19. století byla země silně ovlivněna britskou kolonizací. Nezávislost získala v roce 1960. V letech 1967–1970 probíhala občanská válka (známá též jako „válka v Biafře“). Poté se střídala období demokraticky zvolených vlád a vojenských diktatur, dokud Nigérie nedosáhla v roce 1999 stabilní demokracie, přičemž prezidentské volby v roce 2011 jsou považovány za první zcela svobodné a spravedlivé.
V roce 2014 Nigérie předběhla Jihoafrickou republiku a stala se největší africkou ekonomikou. O rok později pak 20. největší na světě (HDP v paritě kupní síly). Naproti tomu v žebříčku lidského rozvoje je až na 152. místě na světě. Nigérie má bohaté zásoby ropy, je jejím pátým největším světovým vývozcem. Denní těžba této suroviny činí více než 2 miliony barelů. Nigérie je členem organizace zemí vyvážejících ropu OPEC a Commonwealthu. Je rovněž zakládajícím členem Africké unie.

## Etymologie
Jméno Nigérie (anglicky Nigeria) se poprvé objevilo v roce 1897 v deníku The Times. Jeho původcem je však zřejmě Flora Shaw, pozdější manželka barona Fredericka Lugarda, britského koloniálního administrátora ze sklonku 19. století. Jde o kombinaci slov „Niger“ (nejdelší a největší řeka Nigérie i celé západní Afriky) a „Area“ (oblast).

## Dějiny

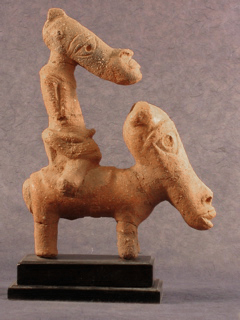
Umění kultury Nok

První kultury se začaly na území Nigérie rozvíjet již v roce 1100 př. n. l. Nejvýznamnější byla kultura Nok. Byla jednou z nejstarších civilizací subsaharské Afriky. Je pojmenována podle vesnice Nok ve státě Kaduna, kde byly roku 1928 v cínovém dole objeveny zlomky terakotových sošek.  Příslušníci kultury byli usedlí zemědělci, pěstovali převážně dochan a vignu. Bylo nalezeno množství kamenných nástrojů, zhruba od 6. století př. n. l. je doloženo používání železa: diskutuje se o tom, zda obyvatelé metalurgickou technologii objevili samostatně nebo zda udržovali obchodní kontakty s obyvateli Středomoří. Zvláštností kultury Nok je přechod ke zpracování železa bez předchozího stadia doby měděné. Dokladem vyspělého kulturního života jsou výrazně stylizované sochy zvířat a lidí z pálené hlíny, mnohdy dosahující až životní velikosti. Bohaté zdobení svědčí o sociálně stratifikované společnosti s pokročilou dělbou práce a složitým náboženským životem.

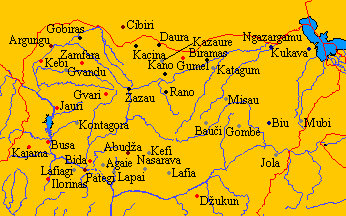
Mapa oblasti, jíž dominovali Hausové

Po 9. století se začínají formovat první státy. Na severu dnešní Nigérie založil kmen Hausů, možná ještě před 9. stoletím, několik vzájemně propojených městských států. Mytické začátky Hauských městských států jsou popsány v literární památce zvané Bayajidda. Stejnojmenný mytický hrdina měl mít syna Karbagariho, jehož sedm synů mělo být zakladatelem sedmi klíčových států oblasti. O hauských státech se prvně zmiňuje muslimský geograf a historik Ya'qubi v 9. století. Rozhodujícími městy systému byly Daura, Kano, Katsina, Zaria (Zazzau), Gobir, Rano a Biram. Tato města spolupracovala a rozdělila si úkoly podle svých klimatických podmínek, přírodních zdrojů a polohy. Kano a Rano pěstovaly zejména bavlnu. V Biramu sídlila vláda. Zaria se soustředila na obchod s otroky. Katsina a Daura kontrolovaly obchodní cesty, zejména karavany, které přicházely přes poušť ze severu. Gobir bylo město vojáků, zodpovědné za ochranu celé oblasti. Státy se čas od času pokoušely o vytvoření centrální vlády a sjednocení do jednoho království (znám je případ zejména královny Aminy z 11. století), ale to se nikdy nepodařilo na dlouho. Od 14. století, v důsledku činnosti misionářů z Mali, postupně docházelo k islamizaci oblasti. V 16. století již byla dokončena.

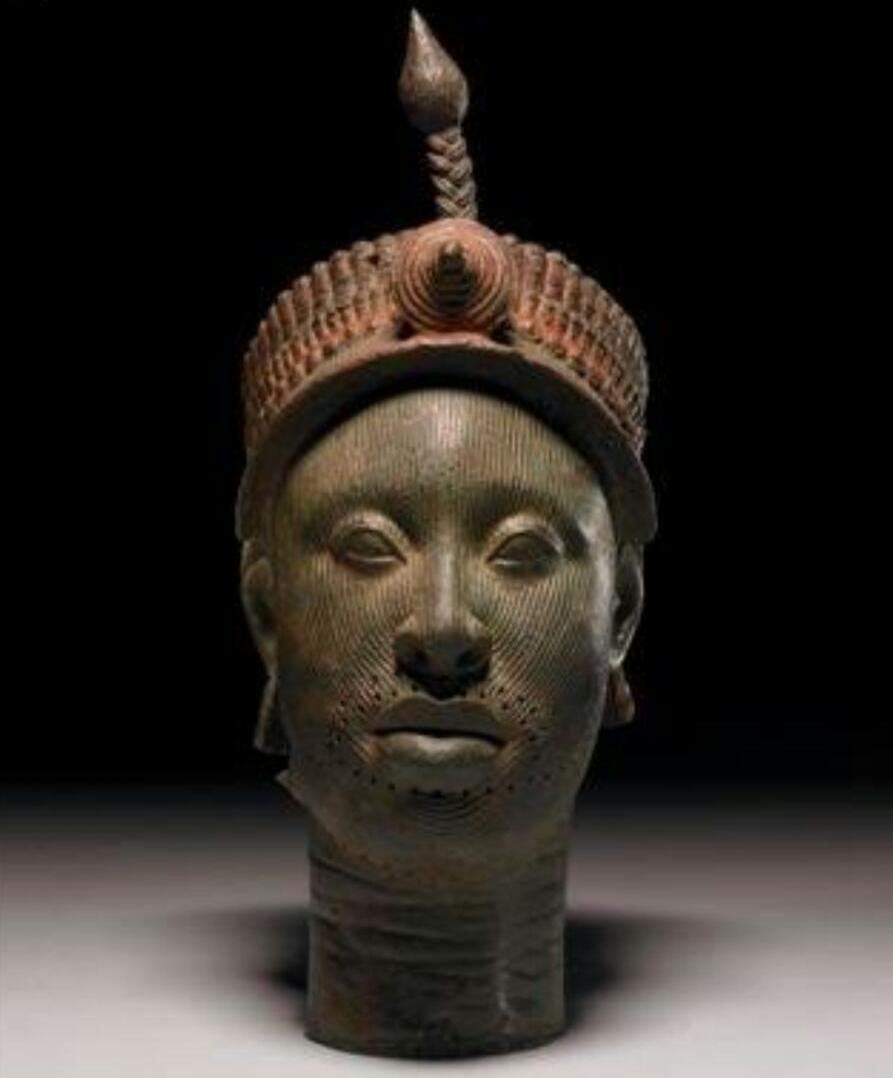
Jorubské umění

Vedle Hausů byly kulturně nejpokročilejším kmenem oblasti vždy Jorubové (jak jim říkali Hausové a tento pojem později přejali i Evropané). Ti žili především na jihozápadě Nigérie a vyvinuli i vlastní náboženský systém uctívající božstva oriša. Jorubové vytvořili ve středověku řadu států, nejmocnějším z nich byla Říše Oyo, která existovala v západní Africe od 15. století až do roku 1896. Počátky říše jsou mytologicky spjaty s postavou zvanou Oraňan. Prvním významným historickým vládcem byl však až Orompoto, vrcholnou éru zažilo království v letech 1650–1750. Na konci 18. století, za vlády Abioduna (1770–1789) vypukla v Oyo občanská válka. Nakonec byla říše rozvrácena muslimskými Fulby.

Na jihovýchodě Nigérie tvořili dominantní etnikum Igbové. Jejich nejvýznamnějším státem bylo království Nri. To existovalo patrně od 10. století (někteří odborníci jeho vznik posouvají až do 13. století). Králové se zde nazývali Eze Nri. Vrcholného vlivu království dosáhlo v 16. století.

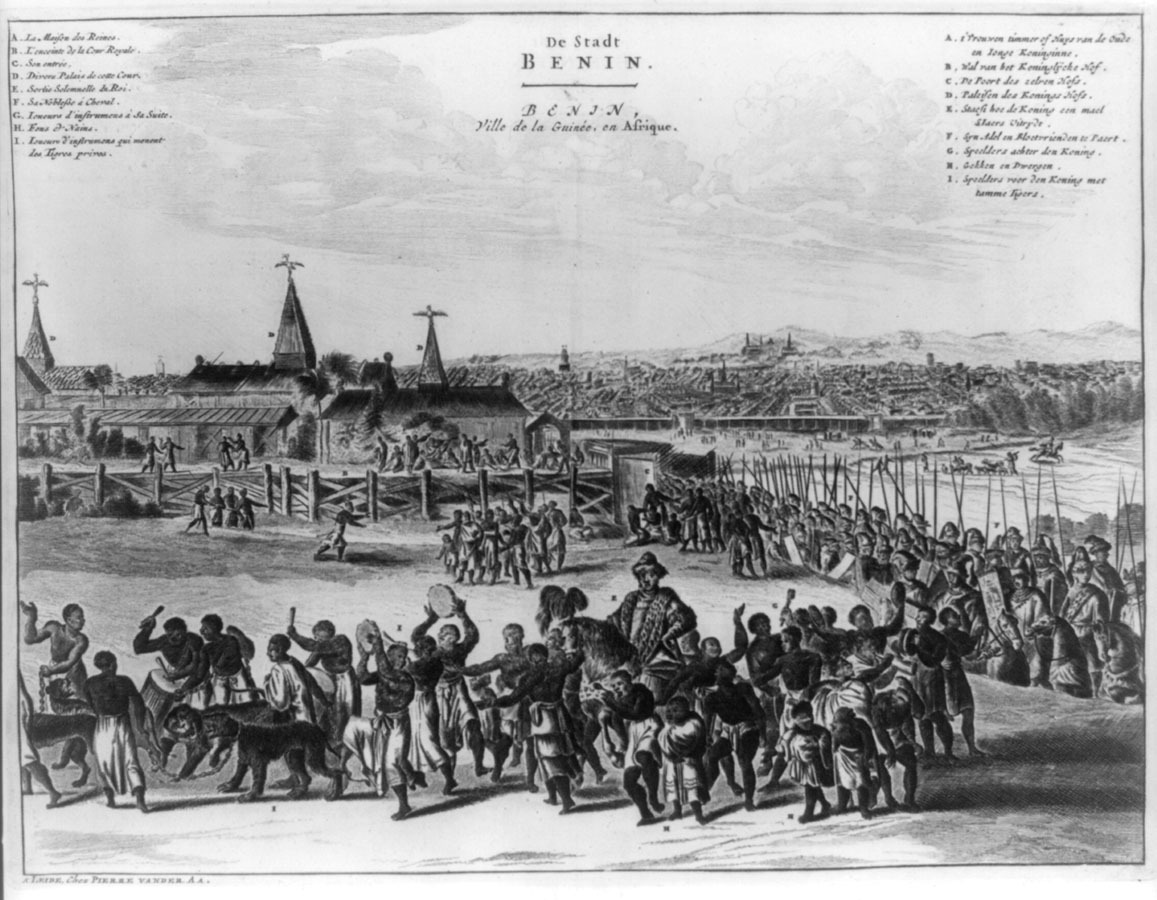
Benin City v 17. století. Tento obrázek se objevil v evropské knize Popis Afriky, která vyšla v Amsterdamu roku 1668.

Ve 12. století se nejsilnějším státem oblasti stala Beninská říše, jejímž zakladatelem měl být kmen Edo. Na severozápad dnešní Nigérie zasahovala mocná Songhajská říše. Přibližně kolem roku 800 bylo založeno její správní středisko Gao, které se brzy stalo vzkvétajícím obchodním městem díky kontaktu s muslimy ze severu. Askíja Muhammad (1493–1528) vybudoval z města Timbuktu (Tombouctou) prosperující kulturní středisko. Říše prožila svůj mocenský vrchol v 15. a 16. století. Již velmi časně (asi v 11. století) přijala islám, jako jedna z prvních v oblasti (ve stejné době byly islamizovány i Hauské státy). Centrum říše bylo ovšem spíše v Mali.
Severovýchodní cíp dnešní Nigérie zase ovládala říše Kanem, na níž později navázala říše Bornu. Toto kulturní centrum bylo od 11. století také muslimské. Dominantním etnikem byli Kanuriové, vládnoucí dynastie byla zřejmě původně arabská. Bornu bylo významné díky obchodu s otroky, zvláště město Kúkawa bylo jeho centrem. Hlavním městem říše bylo po většinu doby její existence Ngazargamu (1460–1809).
Jedním z nejdůležitějších států v oblasti byl Sokotský sultanát vytvořený na počátku 19. století během džihádu, který vedli Fulbové v západní Africe. Zakladatelem říše byl Usman dan Fodio. V roce 1809 bylo ustaveno Sokoto hlavním městem. Po smrti Usmana dan Fodia byla země vystavena velkému vnitřnímu tlaku, kterému ovšem díky jeho synovi, Mohamedu Bellovi, odolala a nerozpadla se. Za vlády Mohameda Bella ovládalo Sokoto území o ploše přibližně 400 000 km². Jako středisko vzdělanosti nahradilo Sokoto Timbuktu. Moc panovníků pomáhala udržovat pevná síť státní správy, jednalo se o jeden z prvních států subsaharské Afriky s psaným zákonem. V 90. letech 19. století bylo Sokoto státem s největší populací otroků na světě, pracovali jich zde asi dva miliony.
První kontakt s Evropany přišel již v 15. století a byli to Portugalci, kdo začal s městy na pobřeží ponejprv obchodovat. To byl také počátek transatlantického obchodu s otroky. Portugalci také dali Lagosu jeho dnešní jméno (v překladu značí "Jezera"). Nakonec ale v 19. století, kdy byla Afrika hlavně kolonizována, měli v Nigérii hlavní slovo Britové. Lagos byl napaden britskými silami v roce 1851 a formálně anektován v roce 1861. Jedním z legitimizačních nástrojů britské expanze byl boj proti obchodu s otroky, který Británie zakázala roku 1807. V roce 1885 se britským nárokům na západoafrickou sféru vlivu dostalo uznání od ostatních evropských národů na Berlínské konferenci. Jižní Nigérie se v roce 1901 stala britským protektorátem. V letech 1902-1903 Britové dobyli sever země, tedy Sokotský sultanát a Bornu. V roce 1906 byl odpor vůči britské nadvládě plně zlomen. Roku 1914 Britové formálně sjednotili Protektorát jižní Nigérie a Protektorát severní Nigérie do Kolonie a Protektorátu Nigérie (Colony and Protectorate of Nigeria). Rozdíl mezi severem a jihem se však uchoval, jih byl více ovlivněn evropskou kulturou, západním vzděláním a obchodem, kdežto sever nikoli, i proto, že se Britové zavázali do těchto muslimských území neposílat křesťanské misie.

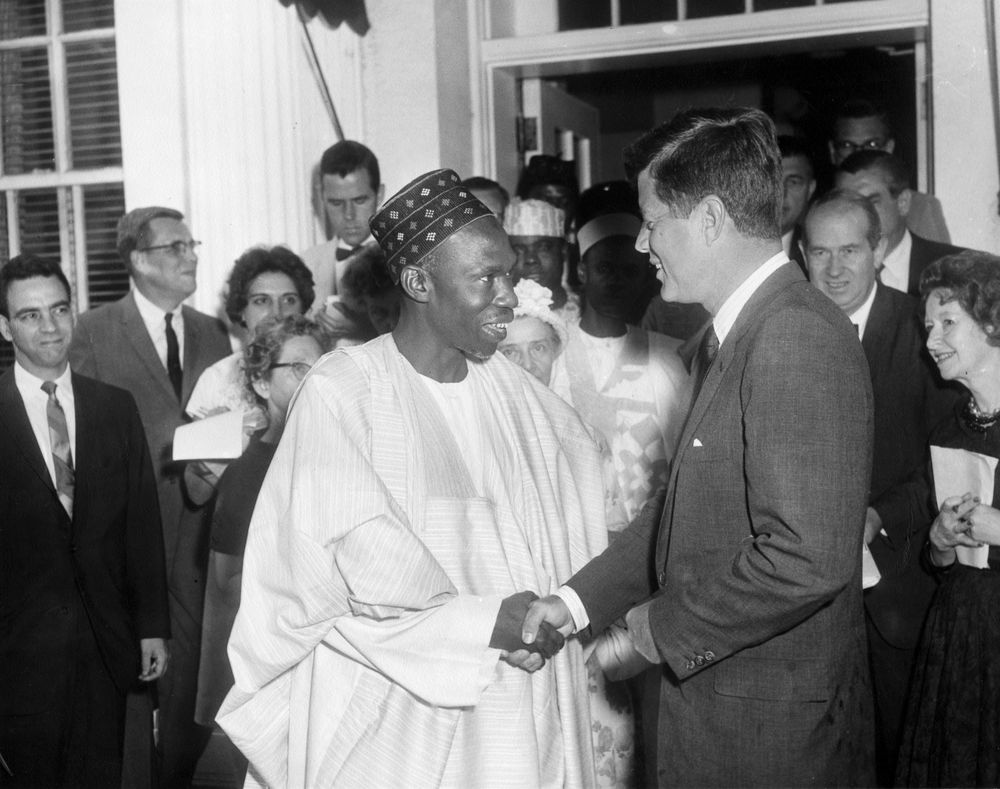
První premiér Abubakar Tafawa Balewa na návštěvě v Bílém domě u prezidenta Kennedyho roku 1961

Nigérie získala určitý stupeň samosprávy v roce 1954, plnou nezávislost v říjnu 1960. Vznikla jako federace tří oblastí (severní, západní a východní). Ústava zaručovala značnou míru samostatnosti jednotlivých oblastí. Federální vládě byly dány pravomoci v oblasti obrany, zahraničních vztahů a obchodních a daňových politik. Prvním premiérem země byl Abubakar Tafawa Balewa. Britský monarcha zůstal oficiální hlavou státu, ale skutečná zákonodárná moc přešla do rukou dvoukomorového parlamentu, výkonnou moc získal předseda vlády a jeho kabinet. Roku 1963 byla vyhlášena republika, prvním prezidentem se stal Nnamdi Azikiwe. Roku 1961 se sever kolonie Britský Kamerun rozhodl připojit k Nigérii, zatímco jih ke Kamerunu.

V roce 1966 došlo ke dvěma ozbrojeným státním převratům, které zemi uvrhly do vojenské diktatury. Po pogromu, jehož obětí se stalo přibližně 30 000 Igbů ve východních státech, vyhlásili příslušníci tohoto etnika v červenci roku 1967 nezávislý stát Biafra s hlavním městem Enugu. Následovala občanská válka, na jejímž konci bylo více než milion obětí v důsledku bojů a hladomoru způsobeného blokádou Biafry. Předáci povstaleckého hnutí kapitulovali a Biafra definitivně zanikla v lednu roku 1970. Osud Biafry šokoval světové veřejné mínění a pojem Biafra se stal nadlouho metaforou brutality, bezpráví, barbarství a rozvratu kultury. Zvláštní roli ve válce sehrálo i tehdejší Československo. Mezinárodní pozadí války bylo vůbec pozoruhodné: Británie, Egypt, Kongo a Sovětský svaz byly hlavními vojenskými podporovateli centrální nigerijské vlády, zatímco Francie a Izrael podporovaly Biafřany.

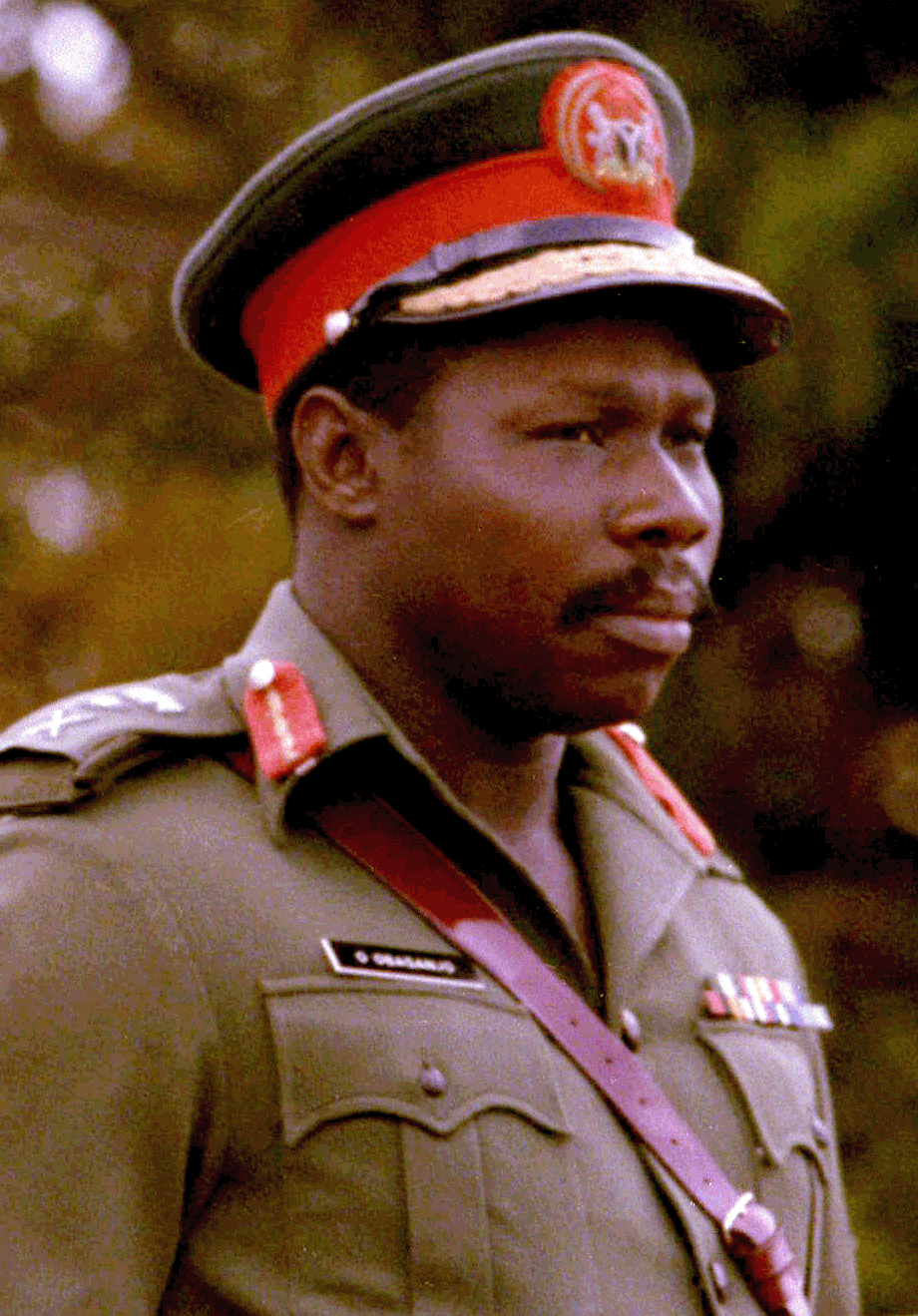
Olusegun Obasanjo byl vojenský prezident vládnoucí v letech 1976 až 1979.

Po válce Nigérie v 70. letech zažila ropný boom. Připojila se k OPEC a stala se jedním z pěti největších vývozců ropy na světě. Získala tak obrovské příjmy, ale vojenská vláda se jen málo snažila je využít pro zvýšení životní úrovně obyvatel. Navíc příjmy z ropy znamenaly zvýšení váhy federální vlády, která mohla náhle rozdávat dotace jednotlivým členům federace, což vedlo k tomu, že se federální vláda stala objektem politického boje a politickou arénu zaplnila etnická rivalita.
V roce 1975 došlo k dalšímu, v tomto případě nekrvavému, puči, který odstranil Yakubu Gowona z jeho pozice v čele vojenské vlády. Nahradil jej Murtala Ramat Mohammed, který slíbil návrat k civilní vládě. Padl však za oběť atentátu a na jeho místo byl dosazen generál Olusegun Obasanjo, pozdější civilní prezident země.
V roce 1977 vznikla nová ústava a o dva roky později byly uspořádány všeobecné volby, v nichž zvítězil Shehu Shagari. Již v roce 1983 se Nigérie vrátila k vojenské vládě po dalším ozbrojeném puči. Do roku 1993 pak zemi spravovala Vrchní vojenská rada. Posledním vojenským diktátorem byl mezi lety 1993 a 1998 generál Sani Abacha, který zemřel náhle v létě roku 1998, údajně na předávkování viagrou při jedné ze svých častých návštěv oblíbeného nočního klubu. Na svém „kontě“ měl nejen vraždy opozičních předáků, ale i zpronevěru sumy až 3,5 miliardy amerických dolarů ze státní pokladny.
Po smrti generála Abachy byly v zemi konečně uspořádány svobodné a legitimní volby, prezidentem se na příštích osm let do roku 2007 stal Olusegun Obasanjo, viceprezidentem pak Atiku Abubakar. Od 29. května 2007 tuto funkci vykonával Umaru Yar'Adua (muslim), viceprezidentem byl zvolen křesťan – Goodluck Jonathan. V květnu 2010 po souhlasu parlamentu nahradil Jonathan těžce nemocného Umaru Yar'Aduu ve funkci prezidenta. Nové prezidentské volby se uskutečnily 16. dubna 2011 a Jonathan v nich porazil svého hlavního rivala, muslima Muhammadu Buhariho, načež na muslimském severu země vypukly nepokoje.
Ve volbách v březnu 2015 zvítězil kandidát Muhammadu Buhari, který získal zhruba o 2,5 miliónu hlasů více než Goodluck Jonathan. Jonathan výsledek přijal, čímž eliminoval možnost nepokojů. Volby měly podle pozorovatelů korektní průběh, zúčastnilo se jich 42,76 % oprávněných voličů. Termín voleb byl posunut o šest týdnů z důvodu nepokojů na severu, způsobených hnutím Boko Haram. Při útocích spáchaných islamisty z Boko Haram zahynulo již více než 20 tisíc lidí.

## Státní symboly

### Vlajka
Nigerijská vlajka je tvořena listem o poměru stran 1:2 se třemi svislými pruhy – zeleným, bílým a zeleným.

## Geografie

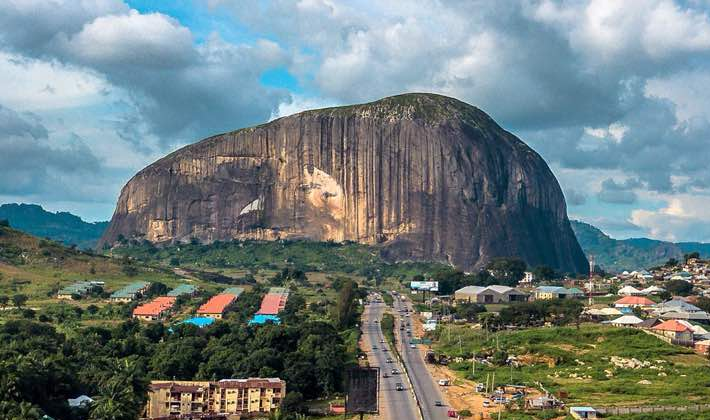
Zuma Rock

Země leží ve východní části Západní Afriky na pobřeží Atlantského oceánu v oblasti Guinejského zálivu. Hraničí na západě s republikou Benin, na severu s Nigerem, na východě s Kamerunem a Čadem. Zemí protéká řeka Niger. Významným přítokem je Benue, která se vlévá do Nigeru u města Lokoja. Další přítoky tvoří řeky Kaduna a Sokoto. Na severovýchodě země leží Čadské jezero, do kterého vtéká z Nigérie řeka Komadugu Yobe. O jezero se Nigérie dělí s Nigerem, Čadem a Kamerunem.
Významným geografickým prvkem země je široká delta řeky Niger. Ve vnitrozemí vystupují plošiny Hornoguinejského prahu a náhorní plošina Jos, Udi a Igalo a vrchovina Akwa-Orlu. Východní části země na hranicích s Kamerunem dominuje Adamauská vysočina s pohořími Mandara, Shebshi a Gotel. Nejvyšší vrch Chappal Waddi (2 419 m n. m.) se nachází v pohoří Shebshi..
Největšími městy jsou:
- Lagos (podle odhadu z roku 2009 již 13 milionů obyvatel)
- Kano (3 626 204 obyvatel)
- Ibadan (3 565 810 obyvatel)
- Kaduna (1 582 211 obyvatel)

(údaje jsou z roku 2005)

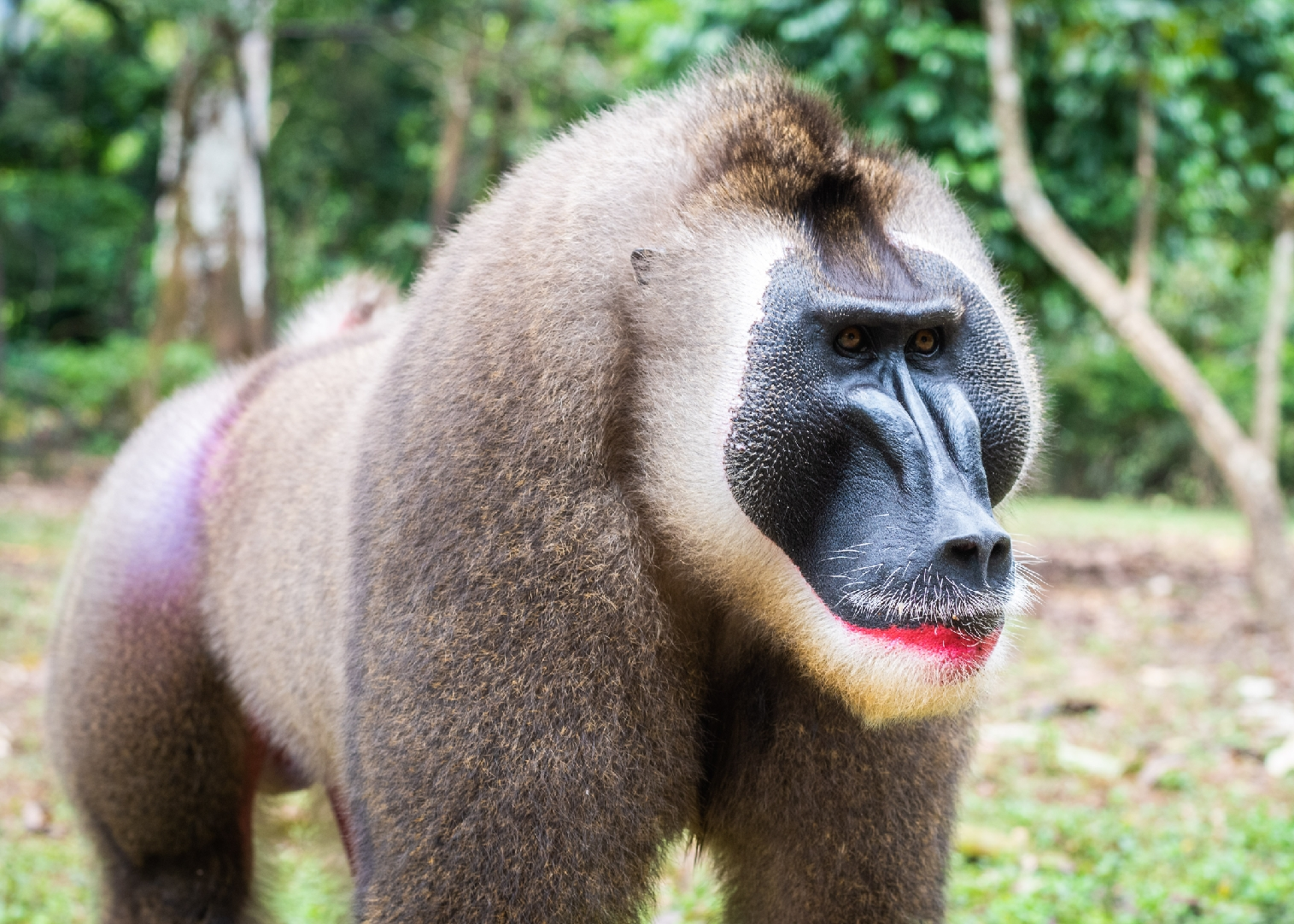
Dril černolící

Nigérie má rozmanitou krajinu, s různými podnebími. Na jihu převažuje klima tropického deštného lesa, kde roční srážky dosahují 1500 až 2000 milimetrů. Deštný prales při hranicích s Kamerunem je důležitým zdrojem biologické rozmanitosti, je to jediné místo na světě, kde žije primát dril černolící. Oblast kolem města Calabar se vyznačuje největším množství druhů motýlů na světě. Ve středu země se nachází povětšinou savany, kde srážky činí 500 až 1500 milimetrů za rok. Čím více na sever, tím jsou savany sušší. Na samém severu země je klima nejsušší a zasahuje sem Saharská poušť. Nigérie má sedm národních parků. Ten první, Národní park Kainji, byl založen v roce 1978. Parky se rozkládají celkově na 20 156 km2, což představuje tři procenta nigerijského území.
V roce 2005 měla Nigérie podle Organizace OSN pro výživu a zemědělství nejvyšší míru odlesňování na světě. V tomto roce bylo v zemi zalesněno 12,2 % půdy, tedy 11 089 000 hektarů. Mezi lety 1990 a 2000 ztratila Nigérie každý rok v průměru 409 700 hektarů lesa, což odpovídá průměrné roční míře odlesňování 2,4 %. Mezi lety 1990 a 2005 ztratila Nigérie celkem 35,7 % svého lesního porostu, přibližně 6 145 000 hektarů.
V roce 2010 byly tisíce lidí vystaveny olovu v půdě kvůli těžbě zlata v severním státě Zamfara. Předpokládá se, že více než 400 dětí zemřelo na akutní otravu olovem, což je největší smrtelná epidemie otravy olovem v historii.

## Politika

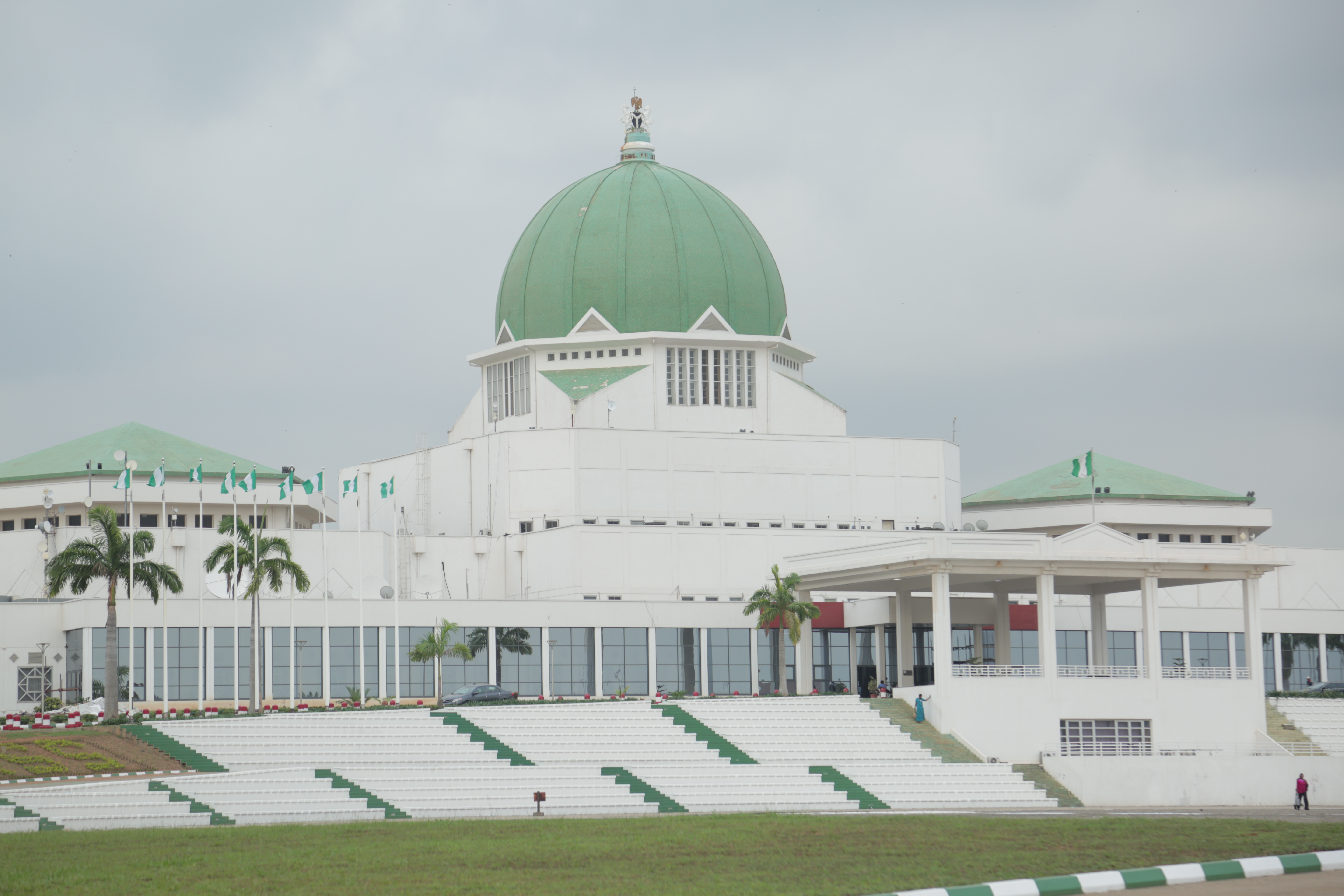
Národní shromáždění

Nigérie je federální, demokratická a prezidentská republika. Podle dohodnutých pravidel dvě nejvyšší funkce (prezident a viceprezident) zastává vždy jeden křesťan a jeden muslim.
Prezident je volen lidovým hlasováním na čtyři roky, přičemž jeden kandidát může být zvolen maximálně dvakrát. Prezident vede vládu, funkce premiéra neexistuje. Moc je kontrolována dvoukomorovým parlamentem (Národním shromážděním). Horní komora (Senát) má 109 členů volených na čtyři roky. Dolní komora (Sněmovna reprezentantů) má 360 poslanců, taktéž volených na čtyřleté období. Ministry jmenuje prezident, schvalují je obě komory parlamentu.
Každý z jednotlivých států má svou vládu vedenou guvernérem a vlastní zastupitelské orgány. Krom toho v zemi funguje ještě 774 lokálních vlád. Velký vliv, zejména ve venkovských komunitách, si dosud zachovávají tradiční vládcové (chiefs, emíři).
Nigerijská politika probíhá do značné míry stále po kmenové linii, bývá užíván také pojem „prebendalismus“, který označuje systém, v němž se zvolení jedinci domnívají, že mají právo a úkol vybojovávat státní prostředky a různé výhody pro svou etnickou skupinu či příslušníky své víry (obvykle je s tím spojena i vysoká míra korupce). Dalším užívaným pojmem při popisech nigerijské politické kultury je „tribalismus“, tedy snaha soustředit federální moc do rukou určitého kmene. To v minulosti také vedlo k četným etnickým konfliktům, z nichž ten v Biafře je nejznámější. I když je prebendalismus v současnosti již poněkud oslaben, dokonce za pomoci zákonných ustanovení, tři největší kmeny, Hausové, Igbové a Jorubové, si přesto udržují tradiční převahu a kontrolu nad státem, a to navzdory tomu, že hlavní politické strany jsou nad-kmenové. Největšími jsou Lidová demokratická strana (People's Democratic Party), již lze považovat za středopravicovou a konzervativní, a Všenigerijský lidový kongres (All Progressives Congress), který lze označit za sociálnědemokratický.
Korupce je častým předmětem kritiky. V roce 2012 viceprezidentka Světové banky Oby Ezekwesiliová odhadla, že jen v oblasti těžby ropy Nigérie od vyhlášení nezávislosti ztratila kvůli korupci přes 400 miliard dolarů.

### Zahraniční vztahy

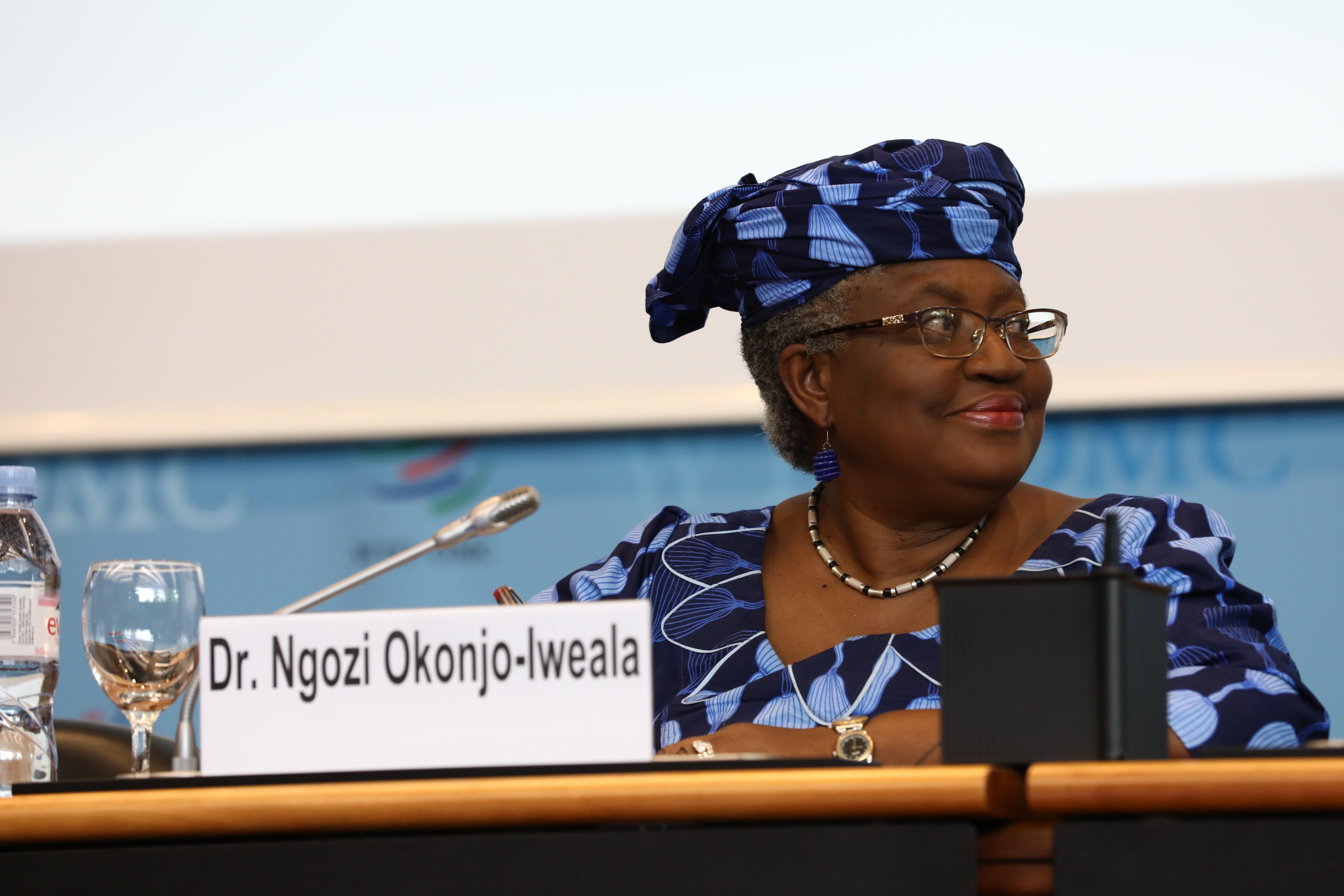
Ngozi Okonjo-Iwealová

Po získání nezávislosti v roce 1960 Nigérie učinila africkou jednotu ústředním bodem své zahraniční politiky. Byla zakládajícím členem Organizace pro africkou jednotu (nyní Africká unie) a má mimořádný vliv v západní Africe. V nigerijské Abuje sídlí Komise Hospodářského společenství západoafrických států (ECOWAS), v němž Nigérie hraje významnou roli. Země ECOWAS se na konci roku 2000 dohodly na ustavení společné centrální banky a zavedení společné měny eco od roku 2003, k tomuto však doposud nedošlo.
V 60. letech 20. století byla Nigérie v Africe pozoruhodnou výjimkou svým blízkým vztahem s Izraelem, který například sponzoroval stavbu parlamentních budov. Za studené války byla členem Hnutí nezúčastněných zemí.
V 70. letech se stala velmi vlivnou regionální velmocí a podpořila několik panafrických hnutí na cestě k moci, jako MPLA v Angole či SWAPO v Namibii. Podpořila též hnutí za nezávislost v Mosambiku a Rhodésii. Hrála rovněž vedoucí úlohu v boji proti vládě apartheidu v JAR.
Bývalá nigerijská ministryně financí Ngozi Okonjo-Iwealová byla roku 2021 zvolena generální ředitelkou Světové obchodní organizace. Stala se tak první ženou a prvním Afričanem v této funkci.

### Lidská práva

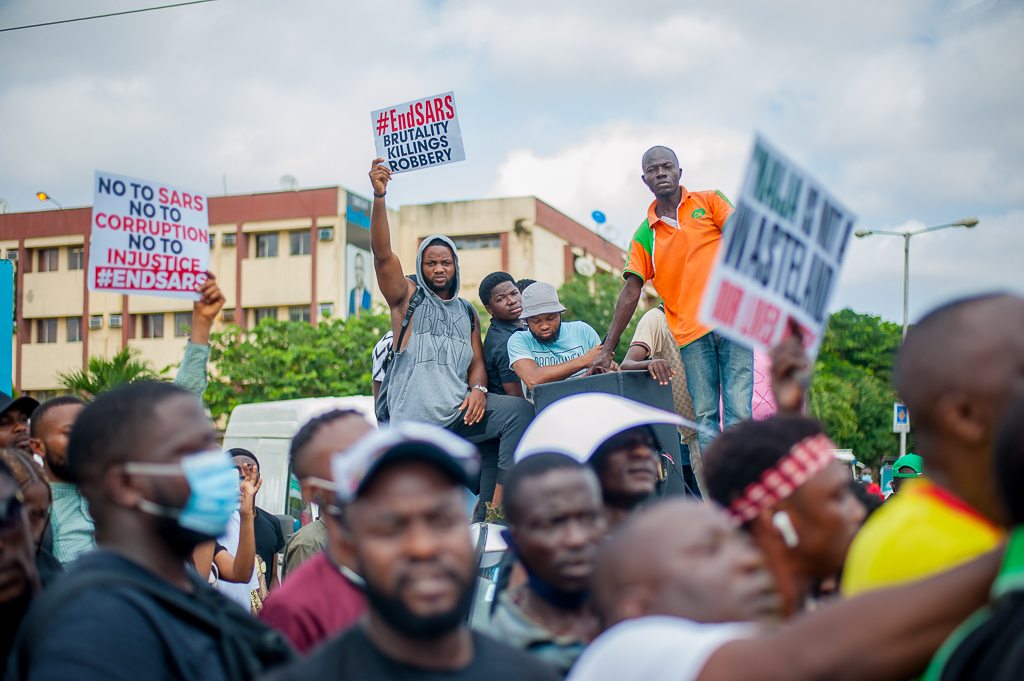
Protesty proti policejní brutalitě

Stav lidských práv v Nigérii zůstává špatný. Podle amerického ministerstva zahraničí jsou nejzávažnějšími problémy v oblasti lidských práv používání nepřiměřené síly bezpečnostními složkami, beztrestnost za zneužívání pravomocí bezpečnostních sil, svévolné zatýkání, dlouhodobá vyšetřovací vazba, korupce soudců, vliv výkonné moci na soudnictví. Obvyklé je též znásilňování, mučení a jiné kruté, nelidské nebo ponižující zacházení s vězni, zadrženými a podezřelými. Ve věznicích jsou celkově život ohrožující podmínky. Problémem je stále též obchod s lidmi za účelem prostituce a nucená práce, násilí paramilitárních skupin, dětská práce, zneužívání a sexuální vykořisťování dětí, domácí násilí, diskriminace na základě etnické příslušnosti a náboženství.
Ačkoli je Nigérie smluvní stranou Úmluvy o odstranění všech forem diskriminace žen a podepsala též Maputský protokol, diskriminace na základě pohlaví zůstává významným problémem. Vynucené sňatky jsou běžné, stejně jako dětské sňatky. 39 % dívek se vdává před dosažením věku 15 let, ačkoli v roce 2008 byl přijat federální zákon zakazující sňatky dívek mladších 18 let. V severní Nigérii je obvyklá rovněž polygamie. Běžné je podřízení manželky manželovi. Ženy mají méně pozemkových práv. Nedaří se vymýtit ani mrzačení ženských pohlavních orgánů, tzv. ženskou obřízku, ačkoli zákonem byla zakázána v roce 2015. V Nigérii nejméně půl milionu žen trpí vaginální píštělí, převážně v důsledku nedostatku lékařské péče při porodu a předčasných sňatků. Ženy byly formálně politicky zrovnoprávněny v roce 1979. Přesto patriarchální systém je mnoha společenskými institucemi podporován a je například běžné, že manželé rozhodují o tom, komu dá žena hlas ve volbách. Zastoupení žen ve vládě od získání nezávislosti na Británii je mizivé. Ženy také nadále tvoří nepatrnou menšinu státních úředníků.
Podle zákoníku šaría, který platí ve dvanácti severních státech, jsou trestnými činy i homosexualita a nevěra. Jsou trestány tvrdými tresty, včetně amputace, bičování, kamenování a dlouhých trestů odnětí svobody. Podle průzkumu Pew Research Center z roku 2013 se 98 % Nigerijců domnívá, že homosexualita je neakceptovatelná.

### Správní rozdělení

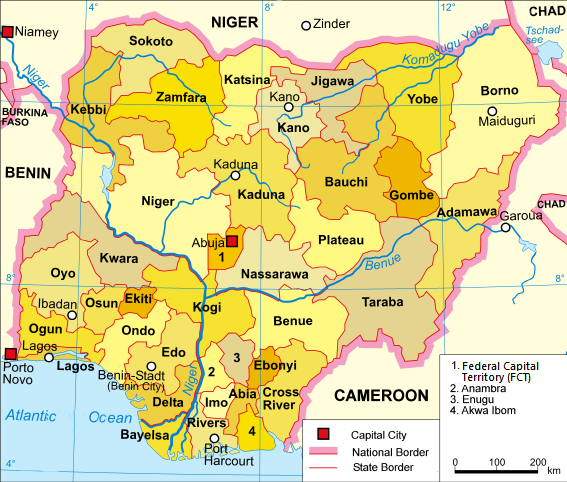
Správní členění Nigérie

Nigérie je v současnosti rozdělena do 36 států, přičemž Abuja má zvláštní postavení federálního hlavního města. Celé území je dále rozděleno do 538 okresů.
V Nigérii je vedle federální správy dosud velké množství tradičních států (několik desítek) v čele s místními vládci (sultány, králi, emíry). Ačkoli tradiční vládci již oficiálně nemají politickou moc, mají stále značné postavení a patronátní moc. Někteří dočasně zastávají i funkce guvernérů států federace. Některé tradiční státy přesahují hranice současných států nigerijské federace, případně i hranice Nigérie.
Následující tabulka uvádí nigerijské státy, jejich rozlohu, hlavní města a růst obyvatelstva mezi sčítáními obyvatel v letech 1991 a 2006.
| Stát                      | Plocha v km² | Obyvatelstvo 1991 | Obyvatelstvo 2006 | Obyv./km² 2006 | Hlavní město  |
| ------------------------- | ------------ | ----------------- | ----------------- | -------------- | ------------- |
| Abia                      | 6 320        | 2 338 487         | 2 833 999         | 448            | Umuahia       |
| Adamawa                   | 36 917       | 2 102 053         | 3 168 101         | 86             | Yola          |
| Akwa Ibom                 | 7 081        | 2 409 613         | 3 920 208         | 554            | Uyo           |
| Anambra                   | 4 844        | 2 796 475         | 4 182 032         | 863            | Awka          |
| Bauchi                    | 45 837       | 2 861 887         | 4 676 465         | 102            | Bauchi        |
| Bayelsa                   | 10 773       | 1 121 693         | 1 703 358         | 158            | Yenagoa       |
| Benue                     | 34 059       | 2 753 077         | 4 219 244         | 124            | Makurdi       |
| Borno                     | 70 898       | 2 536 003         | 4 151 193         | 59             | Maiduguri     |
| Cross River               | 20 156       | 1 911 297         | 2 888 966         | 143            | Calabar       |
| Delta                     | 17 698       | 2 590 491         | 4 098 391         | 232            | Asaba         |
| Ebonyi                    | 5 670        | 1 029 312         | 2 173 501         | 383            | Abakaliki     |
| Edo                       | 17 802       | 2 172 005         | 3 218 332         | 181            | Benin City    |
| Ekiti                     | 6 353        | 1 535 790         | 2 384 212         | 375            | Ado Ekiti     |
| Enugu                     | 7 161        | 2 125 068         | 3 257 298         | 455            | Enugu         |
| Federal Capital Territory | 7 315        | 371 674           | 1 405 201         | 192            | Abuja         |
| Gombe                     | 18 768       | 1 489 120         | 2 353 879         | 125            | Gombe         |
| Imo                       | 5 530        | 2 485 635         | 3 934 899         | 712            | Owerri        |
| Jigawa                    | 23 154       | 2 875 525         | 4 348 649         | 188            | Dutse         |
| Kaduna                    | 46 053       | 3 935 618         | 6 066 562         | 132            | Kaduna        |
| Kano                      | 20 131       | 5 810 470         | 9 383 682         | 466            | Kano          |
| Katsina                   | 24 192       | 3 753 133         | 5 792 578         | 239            | Katsina       |
| Kebbi                     | 36 800       | 2 068 490         | 3 238 628         | 88             | Birnin Kebbi  |
| Kogi                      | 29 833       | 2 147 756         | 3 278 487         | 110            | Lokoja        |
| Kwara                     | 36 825       | 1 548 412         | 2 371 089         | 64             | Ilorin        |
| Lagos                     | 3 345        | 5 725 116         | 9 013 534         | 2 695          | Ikeja         |
| Nassarawa                 | 27 117       | 1 207 876         | 1 863 275         | 69             | Lafia         |
| Niger                     | 76 363       | 2 421 581         | 3 950 249         | 52             | Minna         |
| Ogun                      | 16 762       | 2 333 726         | 3 728 098         | 222            | Abeokuta      |
| Ondo                      | 14 606       | 2 249 548         | 3 441 024         | 236            | Akure         |
| Osun                      | 9 251        | 2 158 143         | 3 423 535         | 370            | Oshogbo       |
| Oyo                       | 28 454       | 3 452 720         | 5 591 589         | 197            | Ibadan        |
| Plateau                   | 30 913       | 2 104 536         | 3 178 712         | 103            | Jos           |
| Rivers                    | 11 077       | 3 187 844         | 5 185 400         | 468            | Port Harcourt |
| Sokoto                    | 25 973       | 2 418 585         | 3 696 999         | 142            | Sokoto        |
| Taraba                    | 54 473       | 1 512 163         | 2 300 736         | 42             | Jalingo       |
| Yobe                      | 45 502       | 1 399 687         | 2 321 591         | 51             | Damaturu      |
| Zamfara                   | 39 762       | 2 051 591         | 3 259 846         | 82             | Gusau         |
| Nigérie                   | 923 768      | 88 992 220        | 140 003 542       | 152            | Abuja         |

## Ekonomika

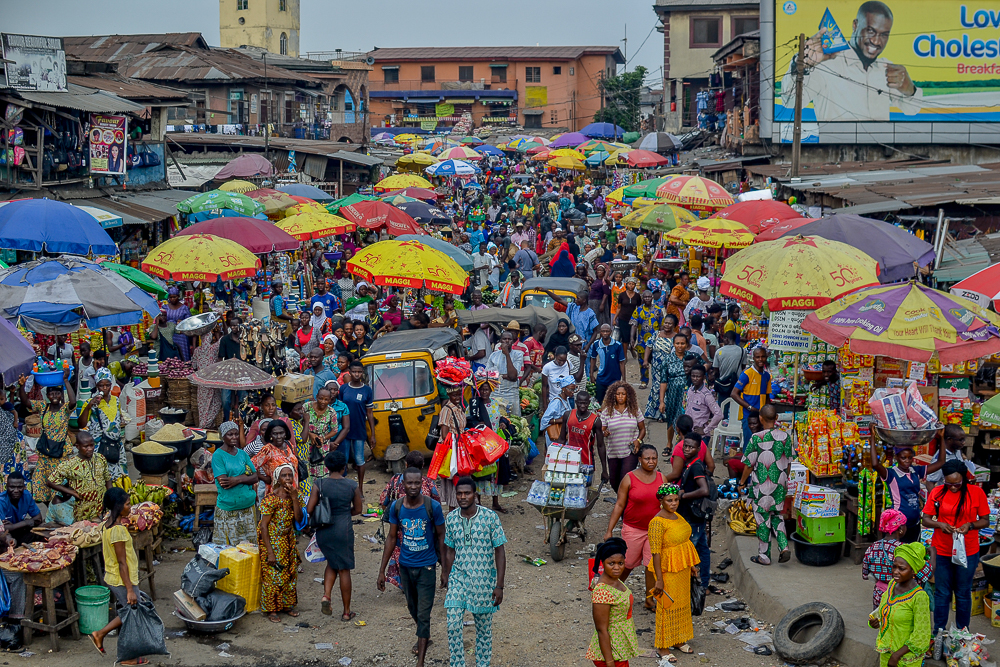
Rušný trh v Lagosu

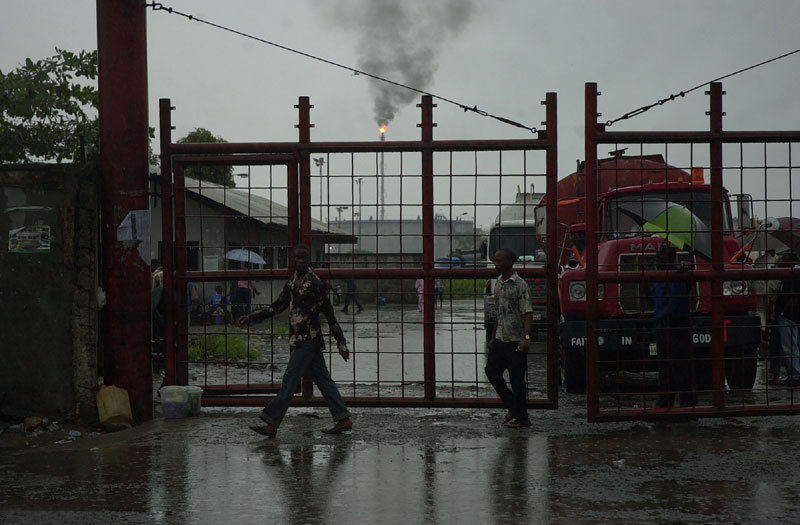
Brány rafinerie v přístavním městě Port Harcourt.

Struktura nigerijského vývozu v roce 2019

Vývoj nigerijského HDP per capita (na obyvatele)

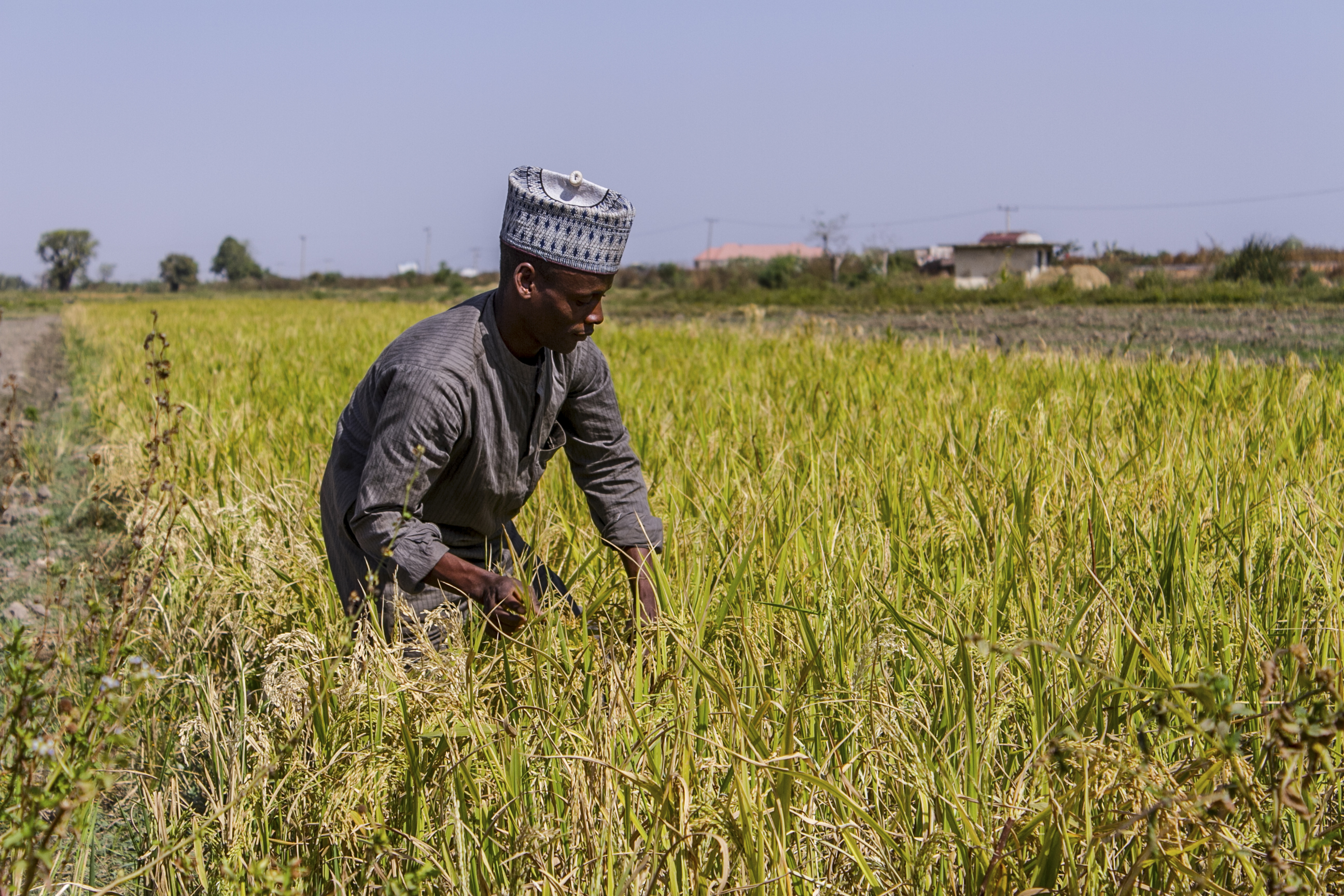
Rýžová plantáž v Nigérii

Podle Mezinárodního měnového fondu byla v roce 2021 nigerijská ekonomika 25. největší na světě (26. započítáme-li Tchaj-wan), a to z hlediska hrubého domácího produktu (HDP) v paritě kupní síly. Je tak druhou největší africkou ekonomikou (po Egyptu) a největší subsaharskou.
Významnou komoditou Nigérie je ropa. Země je 6. největším exportérem této suroviny, přičemž 60 % všech těžebních polí má licencovaná společnost Royal Dutch Shell. Bezohledná těžba si však vyžádala obrovskou daň, kterou vyspělé státy úspěšně ignorují jak politicky, tak mediálně[zdroj?]. Od roku 1958, kdy těžba ropy touto společností začala, byly zabity tisíce obyvatel, kteří s těžbou a devastací přírody a životního prostoru nesouhlasili. Nejhůře dopadli Ogoniové, jejichž čelní představitelé byli v roce 1995 popraveni nigerijskou vojenskou vládou. V roce 2012 došlo k mimosoudnímu vyrovnání mezi Royal Dutch Shell a jejich pozůstalými ve výši 15,5 milionu dolarů. Firma však důrazně odmítá jakýkoliv podíl na jejich odsouzení a toto odškodnění vysvětluje jako součást strategie uklidnění a stabilizace příslušné oblasti.
Vláda se od 70. let na ropný průmysl doslova upnula a od 80. let začalo docházet k postupnému kolapsu téměř všech výrobních odvětví i zemědělství, což učinilo zemi závislou na dovozu. To se řada pozdějších vlád snažila změnit, avšak ještě i dnes ropné produkty tvoří 72 procent veškerého nigerijského vývozu, na příjmech z vývozu se ropa podílí 90 %, ropný sektor vytváří 30 % HDP v běžných cenách. Země se tak jeví být "ropnou monokulturou", což mnoho ekonomů vnímá jako velké nebezpečí do budoucna, byť prozatím je těžba ropy stále natolik lukrativním odvětvím, že stačí k poměrně dynamickému růstu.
Nigérie má blízké obchodní vztahy s USA, kam vyváží pětinu své ropné produkce. Export do USA tvořil v roce 2009 zhruba 42 % celkového exportu země a naproti tomu se Nigérie stala 50. největším odběratelem amerických výrobků. Spojené státy jsou zde také největším zahraničním investorem. Zdaleka největší partner v importu do země je však Čína s 16,1 % podílu a následně Nizozemsko s 11,3 % v roce 2009. USA byly ve stejném roce v importu do Nigérie až na třetím místě s podílem 9,8 %. V roce 2010 měla země hospodářský růst 8,2 %[zdroj?] (odhad pro rok 2011 činí 8 %, pro rok 2008 to bylo 9 %).
Stejně jako mnoho dalších zemí třetího světa, nahromadila i Nigérie podstatný zahraniční dluh. Mnohé rozvojové záměry, jejichž uskutečnění bylo hrazeno z těchto dluhů, vinou rozsáhlé korupce selhaly. Kvůli rostoucímu zadlužení a jemu neodpovídajícím hospodářským výkonům země brzy nebyla schopna dluhy splácet. Po dlouhotrvající snaze nigerijských vyjednavačů se v říjnu 2005 Nigérie a její věřitelé z tzv. Pařížského klubu dohodli na snížení dluhu o přibližně 60 %. Zbylou část dluhů měla vláda uhradit z rostoucích příjmů z těžby ropy. Díky této dohodě bylo uvolněno více než 1,15 miliardy USD ročně pro programy na omezení chudoby. V dubnu 2006 se Nigérie stala první africkou zemí, které se podařilo plně vyrovnat své závazky vůči Pařížskému klubu (ty byly odhadovány na 30 miliard USD). Po pandemii covidu-19 se veřejný dluh pohybuje na úrovni okolo 40 procent HDP (podobně jako v Česku).
Nigérie trpí dlouhodobým nedostatkem elektrické energie, s čímž jsou spojeny i nepříjemné stále se opakující výpadky jejích dodávek do domácností i firem. Je proto obvyklým jevem, že domy mají v Nigérii vlastní generátory pro situace těchto výpadků. V současnosti většinu energie - 83 % - Nigérie vyrábí z biomasy a odpadu. Zbytek z fosilních paliv (16 %) a vodní energie (1 %). Od získání nezávislosti se Nigérie snaží vyvinout jadernou energetiku. Od roku 2004 funguje výzkumný reaktor čínského původu na Univerzitě Ahmada Bella. V dubnu 2015 zahájila Nigérie jednání s ruským státním Rosatomem o výstavbě a provozu čtyř jaderných elektráren do roku 2035, z nichž první by měla být v provozu do roku 2025. Smlouva o výstavbě byla podepsána roku 2017.
Nejdůležitějším vývozním artiklem nigerijského zemědělství je kakao a přírodní pryž. Dále se pěstují a produkují fazole, sezam, kešu ořechy, maniok, podzemnice olejná, kukuřice, melouny, proso, palmová jádra, palmový olej, banány, rýže, čirok či sójové boby. Před občanskou válkou byla Nigérie potravinově soběstačná, zemědělství však nedokázalo držet krok s rychlým populačním růstem a dnes Nigérie spoléhá na dovoz. Občas politici kartu posílení domácí produkce a soběstačnosti zdvihnou, v roce 2019 například Nigérie uzavřela svou hranici s Beninem a dalšími sousedními zeměmi, aby zastavila pašování rýže do země v rámci úsilí o posílení místní produkce.

## Obyvatelstvo
| 1971 | 55  |
| 1980 | 71  |
| 1990 | 95  |
| 2000 | 125 |
| 2004 | 138 |
| 2008 | 151 |

### Demografie

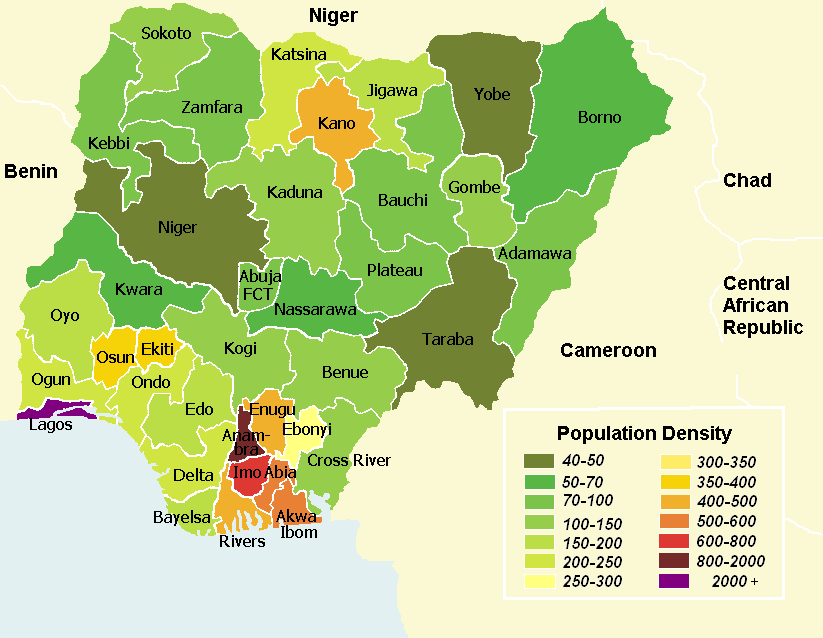
Hustota osídlení

V Nigérii žije odhadem více než 194 milionů obyvatel. To ji dělá zdaleka nejlidnatějším africkým státem. Stejně jako ve většině subsaharských států Afriky populace dynamicky roste díky velmi vysoké porodnosti, která v roce 2009 dosahovala hodnoty 5,6 živě narozených dětí na matku. Pro srovnání, populace Nigérie v roce 2000 činila 124,8 milionu obyvatel, zatímco v roce 1950 jen asi 33 milionů. Odhady OSN hovoří o tom, že se do roku 2100 zvýší populace Nigérie na 730 milionů lidí. To je průměr odhadů, nejvyšší odhady hovoří o miliardě lidí. Lagos měl v roce 1950 tři sta tisíc obyvatel, v roce 2017 již 13 milionů.
Politici začínají již opatrně hovořit o tom, že populační exploze je problémem. Byl to prezident Goodluck Jonathan, který jako první v roce 2012 vyzval k omezení porodnosti.
Populační přetlak způsobuje, že již milióny Nigerijců migrovaly do Evropy, Severní Ameriky a Austrálie. Jen do Spojených států emigroval přes milion Nigerijců. Existuje i opačný trend, odchod černých Severoameričanů i Jihoameričanů do vlasti svých předků, ale je mnohem slabší.
Nigérie má rovněž jednu z nejmladších populací na světě. V roce 2018 bylo 42,5 % obyvatel mladších patnácti let, naopak jen 3,1 % starších 65 let. Medián věku byl 18,4 roku. 51,7 % obyvatel žije na venkově, 48,3 % ve městech (odhad OSN z roku 2018).

### Etnické skupiny
V Nigérii žije více než 250 etnických skupin lišících se tradicemi, historií, jazyky i náboženstvím. Hlavní 4 etnika jsou: Hausové, Jorubové, Igbové (Ibové) a Fulani. Hausové, Jorubové a Igbové dohromady tvoří 70 % populace. Další etnika jsou Ijaw, Kanuri, Ibibio a Tiv. Žijí zde také malé komunity Afrikánců, Angličanů, Američanů, Číňanů, Indů, Japonců, Libanonců a jiných, zejména evropských národů. Tyto komunity jsou soustředěny ve velkých městech (Lagos, Abuja) a v oblasti delty Nigeru, kde jsou zaměstnáni u ropných společností.
O počty příslušníků jednotlivých etnik se ovšem v Nigérii vedou spory, neboť z nich jsou odvozovány federální dotace pro jednotlivé oblasti a podíl na ziscích z ropy. Dokonce i státní úředníci jsou najímáni podle etnických kvót. Vláda proto musela již několikrát stornovat výsledky sčítání lidu, protože hrozilo, že způsobí etnické konflikty. Tyto pochybnosti někdy vedou i ke zpochybňování údajů o celkovém počtu obyvatel a OSN se raději spoléhá na vlastní odhady nežli na oficiální vládní údaje. "Etno-populační" souboj je také jedním z důvodů, proč odborníci vidí jako obtížné prosadit v Nigérii opatření vedoucí ke snížení porodnosti.

### Jazyky

Jazyková mapa Nigérie

V Nigérii se mluví více než 250 jazyky, což odpovídá počtu etnických skupin. Mezi největší domorodé jazyky patří hauština, jorubština a igboština. Úředním a sjednocujícím jazykem je angličtina, její slangovou formou, rozšířenou zejména mezi nevzdělaným obyvatelstvem, je nigerijská pidžin angličtina.
Většina jazyků užívaných v Nigérii patří k nigerokonžským jazykům. Existují ale i výjimky, kanurijština, jíž se mluví na severovýchodě země, patří k nilosaharským jazykům, a hauština, jež převládá na severozápadě, k afroasijským jazykům. I v tomto případě je tedy patrný severo-jižní rozštěp země.

### Náboženství

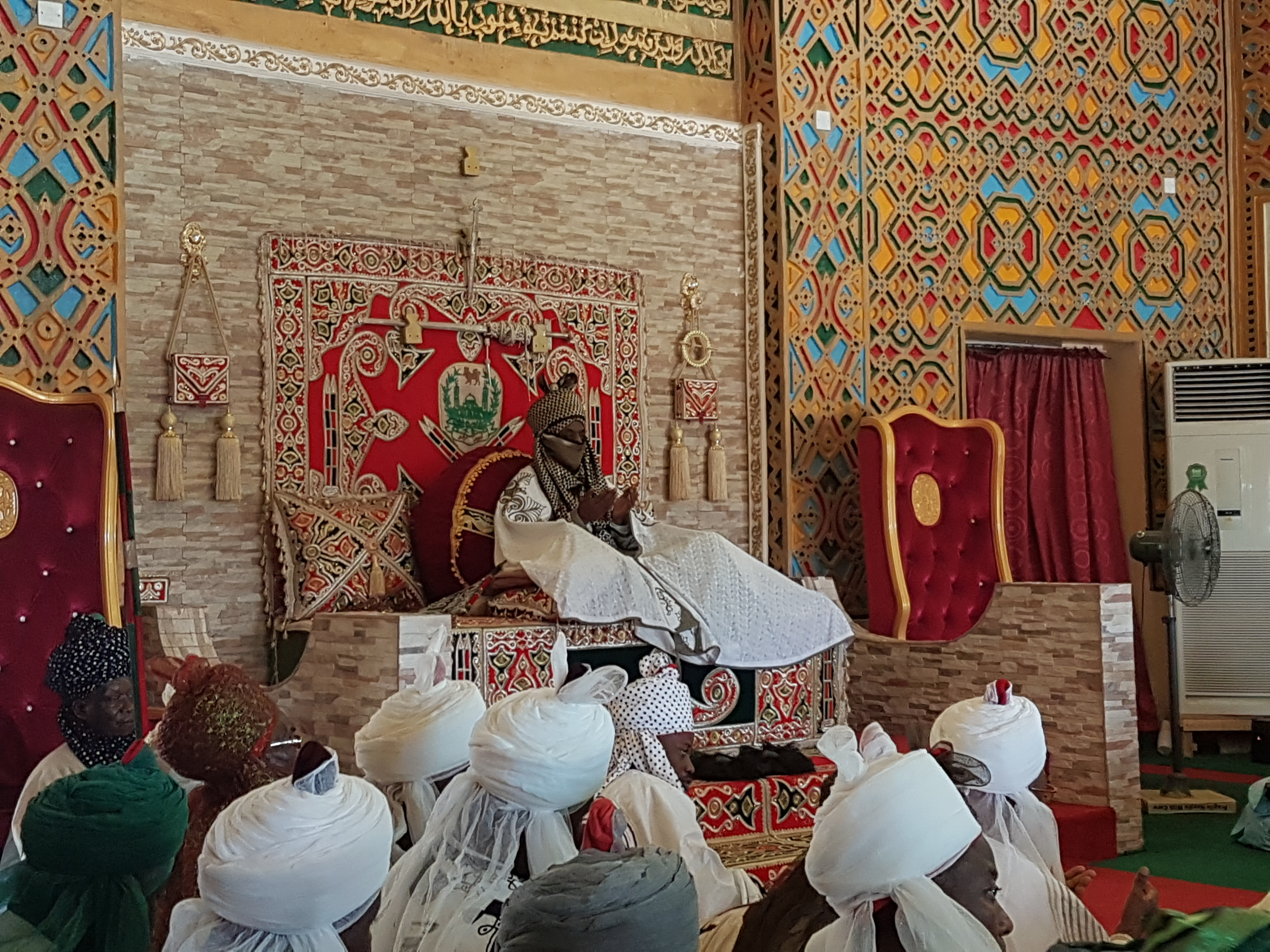
Emír z Kano patří k etniku Fulbů, kteří v 19. století ovládli sever Nigérie

Hlavními náboženstvími v Nigérii jsou islám a křesťanství, v některých oblastech přetrvávají animistická náboženství. V procentuálním vyjádření bylo k roku 2009 zhruba 50,4 % obyvatel muslimů a 48,2 % křesťanů. Nicméně některé zdroje udávají k roku 2011 mírnou křesťanskou většinu. Např. podle Pew research center je křesťanů již 50,8%, což by potvrzovalo dlouhodobý trend růstu podílu přívrženců křesťanství na úkor islámu a domorodých náboženství – v roce 1963 se k islámu přihlásilo 47 % obyvatel Nigérie, zatímco k domorodým náboženstvím 18 % a ke křesťanství jen 38 %. 

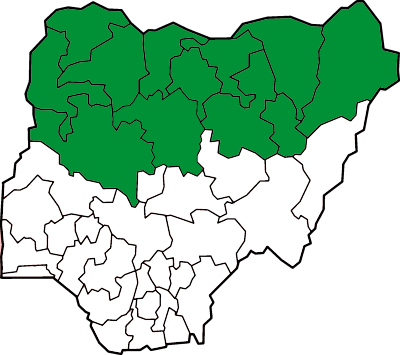
Zeleně vyznačeny nigerijské státy s právem šaría

Islám je dominantní zejména v severních oblastech Nigérie, obývaných Hausy. Nigérie má největší muslimskou populaci v subsaharské Africe. Většina muslimů jsou sunnité, povětšinou patří k málikovskému mazhabu, jen menší skupina k šáfiovskému mazhabu. V posledních letech se zvyšuje napětí mezi muslimy a zbytkem populace, které se mimo jiné projevuje i zvyšujícím se počtem útoků islámských teroristů vůči křesťanům. Severské muslimské státy v Nigérii do svého právního systému inkorporovaly právo šaría. Stát Kano dokonce usiluje o nadřazenost práva šaría nad ústavou. Roku 2024 nastaly další legislativní změny ve věci zpřísnění trestů za rouhání. Velkým problémem je rozmach islámského fundamentalismu v podobě hnutí Boko Haram.
Křesťanství je dominantní v jižních oblastech Nigérie – Jorubové na jihozápadě jsou převážně protestanti a Igbové na jihovýchodě převážně katolíci. Protestantů je tak mezi křesťany asi 74 %, katolíků 25 %.
Animistická náboženství jsou stále hojně rozšířená mezi Joruby. Judaismus je vyznáván malým množstvím lidí zejména mezi Igby. Fenomén igbovských judaistů je malou záhadou. Tito Igbové se považují za jeden z deseti ztracených kmenů Izraele, o nichž hovoří Bible, ovšem religionisté váhají s odpovědí, kdy a jak se tato tradice zrodila, ve starších dobách totiž není zaznamenána. Patrně se zrodila v 18. století a byla iniciována Olaudahem Equianem.

### Kriminalita
Nigérie patří mezi státy s největší mírou korupce. Podle zprávy Evropského parlamentu z roku 2016 „přišla Nigérie od roku 1960 v důsledku korupce o přibližně 400 miliard USD z příjmů z ropy a dalších 20 miliard USD pocházejících z ropy zmizelo z nigerijské státní pokladny v posledních dvou letech“. Nigérie viní z korupčního jednání také nadnárodní ropné společnosti a podala mezinárodní žaloby na americký Chevron, britsko-nizozemský Royal Dutch Shell a italskou Eni. V Praze se praly peníze z obří korupční kauzy spojené s nákupem zbraní pro nigerijskou armádu.
V květnu 2014 nigerijský prezident Goodluck Jonathan oznámil, že po útocích muslimské skupiny Boko Haram zůstalo nejméně 12 000 mrtvých a 8 000 zmrzačených lidí. Po únosu 276 školaček v Chiboku se k boji proti Boko Haram přidal Čad a Kamerun. V dubnu 2016 bylo zavražděno 500 vesničanů z převážně křesťanských oblastí příslušníky muslimského kmene Fulbů, zničeny byly všechny základní a navazující školy, zdravotnická zařízení, náboženské budovy i policejní stanice.

## Kultura

### Umění

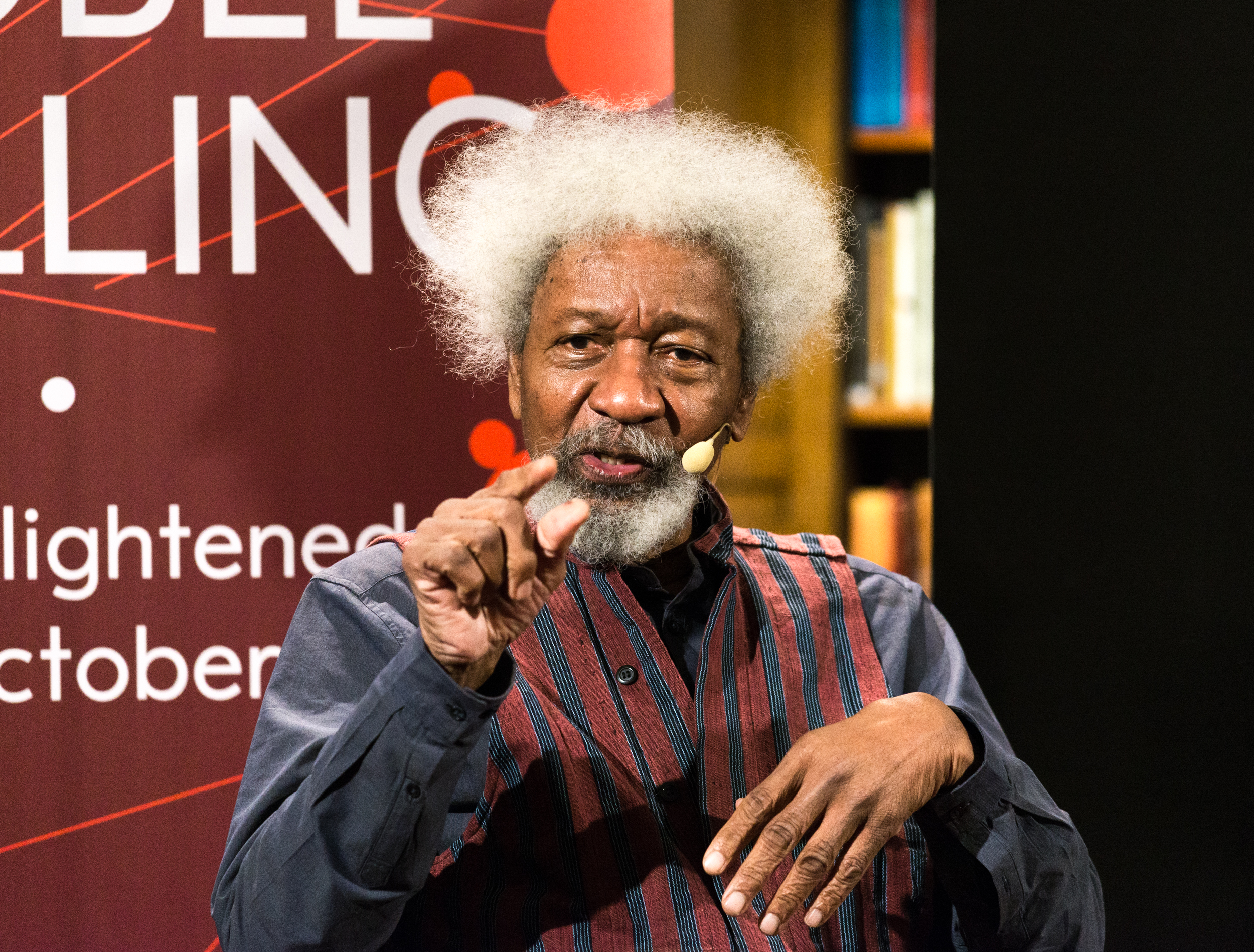
Wole Soyinka

Nigerijský básník, dramatik a esejista Wole Soyinka se stal v roce 1986 prvním africkým nositelem Nobelovy ceny za literaturu. Svá díla píše anglicky. Chinua Achebe získal roku 2007 Man Bookerovu cenu. Díla prozaika Ben Okriho bývají řazena k tzv. postkoloniální literatuře. Feministickou prózou se proslavila Chimamanda Ngozi Adichieová. Feministické rysy byly patrné i v díle Buchi Emechetaové. Spisovatel Ken Saro-Wiwa se krom jiného proslavil ochranou práv obyvatel delty řeky Niger; jeho aktivismus ho stál nakonec i život. Amos Tutuola využil ve svých románových fantaziích tradiční jorubský folklór.
Ve světové pop music se proslavila zpěvačka Sade. Fela Kuti byl průkopníkem tzv. afrobeatu, žánru, v němž se spojily západoafrické hudební tradice s jazzem a afroamerickým funkem, a který klade důraz na vokály, prolínající se rytmy a bicí nástroje. V žánru eurodance se prosadil Dr. Alban.
Nigerijský filmový průmysl, známý pod přezdívkou Nollywood, je nejenom největší v Africe, ale dokonce je v současnosti druhým největším producentem filmů na světě. Filmová studia jsou umístěna v Lagosu, Kano a Enugu, a tvoří hlavní část příjmů těchto měst. Ke známým herečkám patří Genevieve Nnajiová nebo Uzo Adubaová.

### Sport

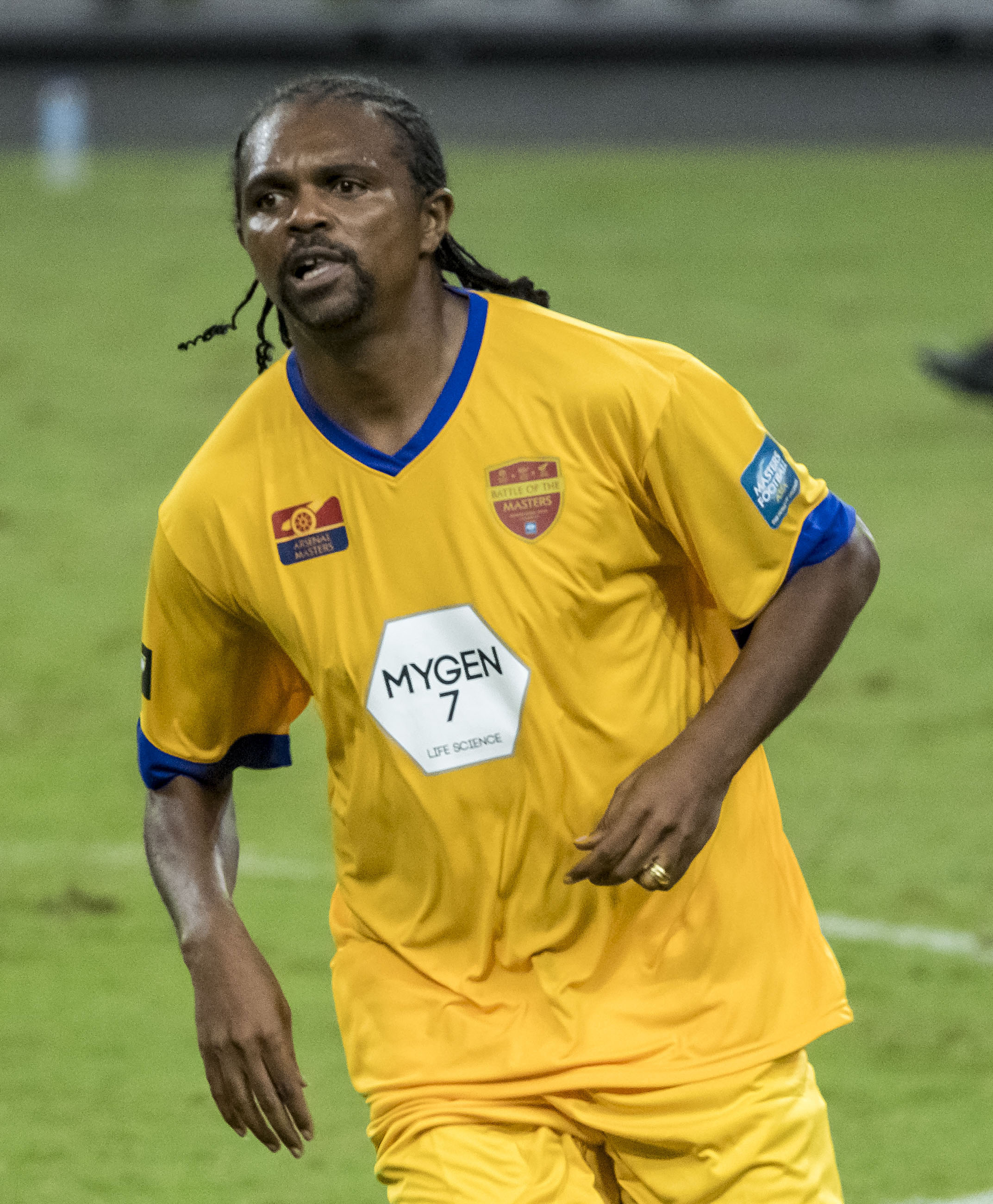
Nwankwo Kanu

Nigérie se od roku 1952 zúčastňuje olympijských her. Získala od té doby tři zlaté medaile (k roku 2021), tu první a dosud jedinou individuální přivezla skokanka do dálky Chioma Ajunwaová na olympiádě v Atlantě roku 1996. Na stejných hrách vyhrál fotbalový turnaj nigerijský národní tým, jakožto první africký. V Sydney roku 2000 zlatou sbírku doplnila běžecká štafeta na 4 × 400 metrů, byť až po osmi letech od závodu, díky diskvalifikaci původně vítězné štafety americké. Atletika je vůbec nejúspěšnějším nigerijským sportem na OH, má v ní i pět stříbrných, z toho jsou tři ze štafet a dvě individuální (Glory Alozieová v běhu na 100 metrů překážek a Blessing Okagbareová ve skoku dalekém).
Nigerijská fotbalová reprezentace třikrát vyhrála mistrovství Afriky (Africký pohár národů), v letech 1980, 1994 a 2013, a jednou olympijské hry (1996). K nejúspěšnějším hráčům patří vítěz Ligy mistrů UEFA a dvojnásobný Fotbalista roku Afriky Nwankwo Kanu. Anketu Africký fotbalista roku vyhráli i Victor Ikpeba (1997), Emmanuel Amuneke (1994) a Rashidi Yekini (1993). Jay-Jay Okocha dvakrát zvítězil v konkurenční anketě BBC (2003, 2004). John Obi Mikel se stal s Chelsea vítězem Ligy mistrů i Evropské ligy, Celestine Babayaro se stejným klubem vyhrál Pohár vítězů pohárů.
Dick Tiger a Samuel Peter jsou profesionálními mistry světa v boxu. Basketbalista Hakeem Olajuwon je dvojnásobným vítězem americké NBA (1994, 1995). Festus Ezeli se stal vítězem NBA s Golden State Warriors roku 2015. Ve stejném roce Nigerijská mužská basketbalová reprezentace vyhrála poprvé v historii Mistrovství Afriky. K oporám týmu patřil Al-Farouq Aminu. Nigerijská ženská basketbalová reprezentace je v tomto ohledu ještě úspěšnější, africké mistrovství vyhrála již pětkrát (2003, 2005, 2017, 2019, 2021). Nigerijské házenkářky se stali kontinentálním šampionkami roku 1991.
Velmi populární je v Nigérii stolní hra scrabble.

### Kuchyně

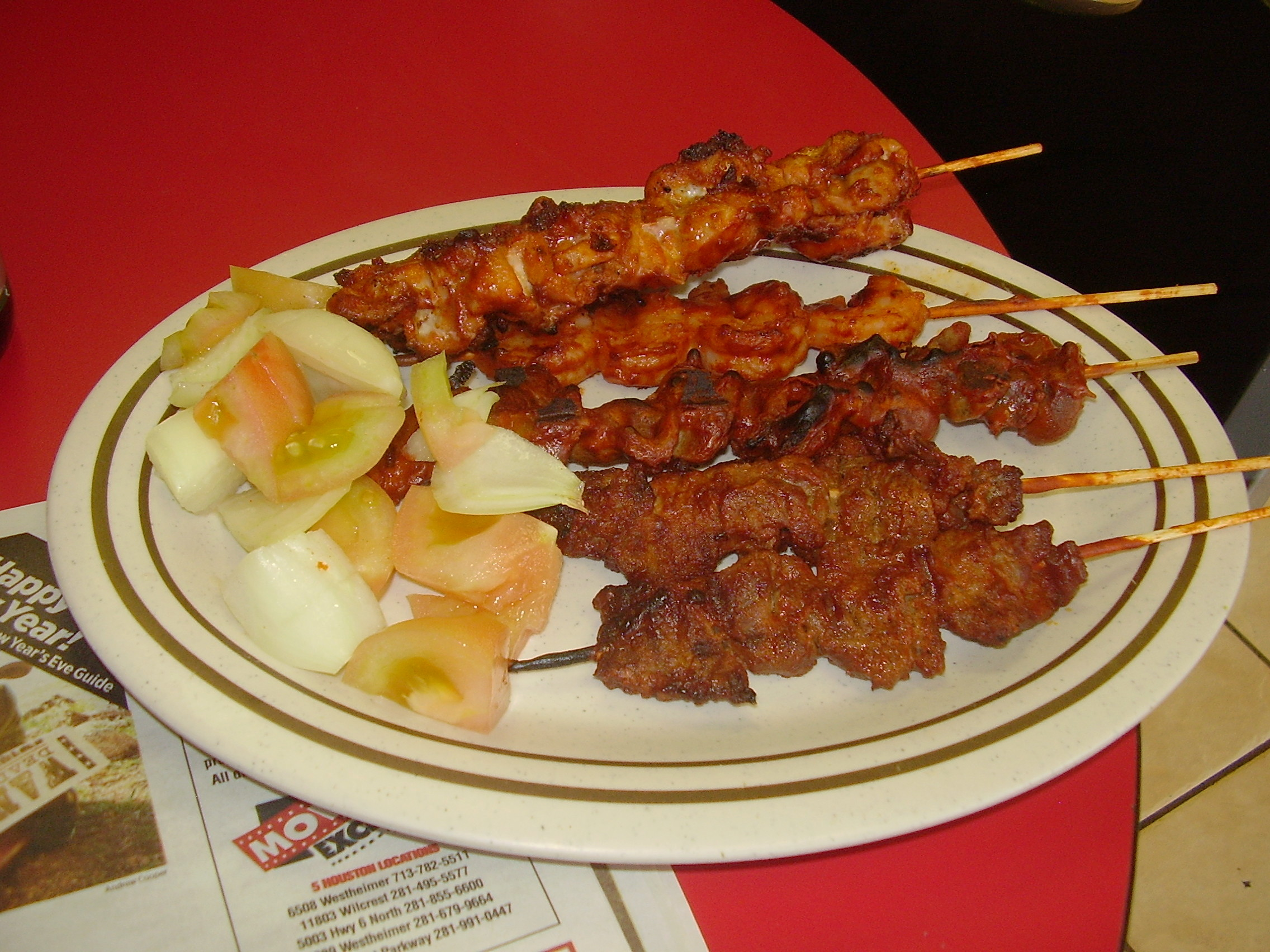
Suya

Základní potravinou Nigérie jsou batáty (sladké brambory), hojně se užívají různá koření, bylinky, plantainy, arašídy a olej (především palmový nebo arašídový). Pouliční prodejci často rádi připravují jídlo na způsob barbecue. Jako příloha jsou běžné fufu, kukuřičné placky rozšířené po celé Africe. Také rýže je v Nigérii poměrně rozšířená, používá se jako příloha a připravují se z ni různé pokrmy jako například kokosová rýže (rýže vařená s kokosovým mlékem) nebo různé druhy smažené rýže, kdy se rýže smaží s kořením, zeleninou a často i masem nebo různými plody moře, například jollof rice. Oblíbená jsou také jídla z fazolí (smažená placka akara, fazolový pudink moin moin, fazolová kaše ewa agoyin). V celé Nigérii se jí také masový špíz suya. Pro Evropany poměrně exotickým pokrmem je ponmo, zvířecí kůže. Nigérie je také známa svými polévkami, mezi nejznámější patří hauská polévka miyan kuka ze sušené okry a listů baobabů, peppersoup z chilli, masa a muškátového oříšku, afang ze zeleniny, ryb a račího masa a mnohé další. Mezi nejčastější nápoje patří kunu (severonigerijský nápoj z prosa, kukuřice nebo čiroku), ibiškový džus nebo sójové mléko. Z alkoholických nápojů je rozšířené palmové víno.